# Xylotrupes mniszechi
Xylotrupes mniszechi är en skalbaggsart som beskrevs av Thomson 1859. Xylotrupes mniszechi ingår i släktet Xylotrupes och familjen Dynastidae. Inga underarter finns listade i Catalogue of Life.